# Крістіан Джантомассі
Крістіан Джантомассі (італ. Christian Giantomassi; 22 квітня 1973, Бадія-Полезіне, Ровіго, Венето) — італійський професійний боксер, призер чемпіонату Європи, учасник Олімпійських ігор.

## Аматорська кар'єра
1994 року Крістіан Джантомассі став чемпіоном Італії.
На чемпіонаті світу 1995 він здобув дві перемоги, а в чвертьфіналі програв Пабло Рохасу (Куба).
На чемпіонаті Європи 1996 він здобув дві перемоги, а в півфіналі програв Тончо Тончеву (Болгарія).
На Олімпійських іграх 1996 програв в першому бою.

## Професіональна кар'єра
1997 року дебютував на професійному рингу. Провів 15 боїв. Всі поєдинки відбувалися в Італії.